# Von Mayerling bis Sarajewo
Von Mayerling bis Sarajewo (Originaltitel: De Mayerling à Sarajevo) ist ein im Winter 1939/1940 gedrehtes, französisches Filmmelodram von Max Ophüls mit John Lodge und Edwige Feuillère in den Hauptrollen des 1914 bei dem Attentat von Sarajevo ermordeten, österreich-ungarischen Thronfolgerpaares.

## Handlung
Im Mittelpunkt dieses in Österreich-Ungarn spielenden Historiendramas stehen die letzten und entscheidenden 25 Jahre der Donaumonarchie bis zum Ausbruch des Ersten Weltkriegs. Beginnend mit der Tragödie von Mayerling im Jahre 1889, als Kronprinz Rudolph erst seine Geliebte, Mary Vetsera, erschoss und sich dann anschließend selbst richtete, wird erzählt, wie sich der neue Thronfolger, Erzherzog Franz Ferdinand, und die böhmische Gräfin Chotek kennenlernen. Die beiden jungen Leute verlieben sich ineinander und heiraten trotz einiger Widerstände.
Bald zeigt sich, dass die modernen Ideen und der Reformeifer Franz-Ferdinands, dessen Ehe mit der nicht standesgemäßen Gräfin am Wiener Hof Stirnrunzeln verursacht, schnell an ihre Grenzen stoßen. Kaiser Franz Joseph ist umfassenden Reformen abgeneigt und verlässt sich ganz auf seine Berater aus dem Militär und der Geheimpolizei: Um den als Störenfried empfundenen Thronfolger fortan zu beschäftigen und von Wien fernzuhalten, ernennt der Monarch ihn zum Generalinspekteurs des k.u.k.-Heeres. Als im Juni 1914 Franz-Ferdinand auf Dienstreise in die Provinz Bosnien-Herzegowina geschickt wird, überkommen seiner Frau schreckliche Vorahnungen und sie bittet, ihn begleiten zu dürfen. Dort kommt es schließlich zum tödlichen Attentat.
In der Schlusssequenz verweist Ophüls‘ in der zur Drehzeit (unmittelbar vor und nach Ausbruch des Zweiten Weltkriegs) hochaktuellen Geschichte auf eine gewisse Analogie von 1914 zu 1939, da nunmehr offensichtlich zum zweiten Male innerhalb eines Vierteljahrhunderts die europäischen Großmächte auf einen Waffengang hinsteuern, dessen Ausgang zu diesem Zeitpunkt mehr als ungewiss erschien.

## Produktionsnotizen
Von Mayerling bis Sarajewo war Ophüls‘ letzter vor seiner Flucht von der deutschen Wehrmacht in Frankreich gedrehter Film. Er gilt, nach den Erfahrungen mit dem Ersten Weltkrieg, trotz manch inszenatorischer Schwächen als glaubwürdige und intensive Mahnung vor einem weiteren, umfassenden Waffengang der europäischen Mächte.
Die Welturaufführung fand in Paris am 1. Mai 1940 statt, also lediglich neun Tage vor dem Einmarsch deutscher Truppen in Frankreich. Die deutsch synchronisierte Erstausstrahlung des Films lief am 28. Oktober 1979 im ZDF.
Wie schon bei den meisten anderen seiner (vor allem französischen) Inszenierungen seit 1933 scharte Ophüls eine Fülle von Mitemigranten um sich: Die Drehbuchautoren Carl Zuckmayer und Curt Alexander, die Kameraleute Curt Courant und Eugen Schüfftan und der Schnittmeister Jean Oser waren deutscher Herkunft, der Produzent Eugen Tuscherer, der Komponist Oscar Straus und der Kameramann Otto Heller waren alt-österreichischer bzw. böhmischer Abstammung. Der Kostümbildner Boris Bilinsky war ein Exilrusse. Mit Ausnahme von Curt Alexander gelang allen an dieser Produktion beteiligten, gefährdeten (da jüdischen) Emigranten ab 1940 die Flucht ins sichere Ausland.
Die Filmbauten stammen aus der Hand von Jean d’Eaubonne. Jean-Paul Le Chanois diente Ophüls als Regieassistent und hatte überdies mit dem Sarajewo-Mörder Gavrilo Princip eine kleine Nebenrolle. Jacques Natteau war einer von fünf Kameraassistenten.

## Rezeption
Der Film wurde von der Kritik im Laufe der Jahrzehnte recht unterschiedlich aufgenommen und bewertet. Nachfolgend einige Beispiele:

„De Mayerling à Sarajevo wurde im Schatten des Krieges gegen die Uhr gedreht und wider die Zeit, die kommende und deren absehbare, dennoch unvorstellbare Leiden. Mit einem Stab, der sich ständig änderte, weil einer nach dem anderen abgezogen wurde. Das Resultat: ein Zeitabdruck und Meisterwerk, gerade in seiner Zerrissen- wie Unvollkommenheit.“

„Stilistisch weniger ausgereift und formal weniger brillant als andere Filme des Regisseurs.“

Bosley Crowther urteilte am 30. Oktober 1940 in der New York Times: „Thus the film, "Mayerling to Sarajevo," which inevitably must bear comparison with the haunting, poetic "Mayerling" of three years ago, is less a romantic tragedy of classic proportions, more a piteous account of the propulsion of two hapless lovers to a portentous doom. They are mere pawns in a terrible game, destroyed by destiny and not by their own devices. (…) Considering the fact that this picture was made in France during the tense months of last Winter, it has been done with surprising effectiveness. True, it hits tedious stretches, there is too much emphasis upon court details and the direction of Max Ophuls is occasionally listless or ponderous. But Edwige Feuillere creates an altogether lovely and sensitive Countess Sophie, John Lodge plays Francis Ferdinand with a slightly monotonous but compelling masculinity and other members of the cast are uniformly good. And the final sequence — the fateful episode of Sarajevo — is enacted with amazing vividness. Here, at last, on the screen is one of history's most tragic events — the beginning, not the end, of a terrible drama. This is the concentrated point of the entire film.“

„Max Ophüls’ letztes Werk vor der Besetzung Frankreichs wurde das Historienspektakel „Von Mayerling bis Sarajewo“, mit dem der Emigrant zudem eine hochaktuelle, völkerverbindende, pazifistische Schluß-Botschaft zu transportieren suchte.“

Das "Dictionnaire du cinèma" sah in Ophüls‘ späten Arbeiten unmittelbar vor Kriegsausbruch wie Werther, Ohne ein Morgen und Von Mayerling bis Sarajewo einige Tendenzen zur Melancholie.